# راس الخشوفه
راس الخشوفه (به عربی: رأس الخشوفة) یک منطقهٔ مسکونی در سوریه است که در استان طرطوس واقع شده‌است. راس الخشوفه ۵٬۴۹۹ نفر جمعیت دارد.